# جکی آسودو
جکی آسودو (انگلیسی: Jackie Acevedo؛ زادهٔ ۱۸ ژانویهٔ ۱۹۸۷) بازیکن فوتبال اهل ایالات متحده آمریکا است.
از باشگاه‌هایی که در آن بازی کرده‌است می‌توان به باشگاه فوتبال پورتلند تورنز اشاره کرد.
وی همچنین در تیم‌های ملی فوتبال United States women's national under-16 soccer team, United States women's national under-17 soccer team, Mexico women's national under-20 football team، و زنان مکزیک بازی کرده‌است.